# 谷口維紹
谷口 維紹（たにぐち ただつぐ、1948年1月1日 - ）は、日本の分子免疫学者。東京大学名誉教授。和歌山県出身。
免疫調節因子であるサイトカインとして初めてインターフェロン-β(IFN-beta)遺伝子を単離し、続いてインターロイキン2(IL-2)の遺伝子をも単離し、これらのサイトカインの構造を解明した。また、これらの遺伝子を用いて、臨床応用に向けたIFN-beta, IL-2の大量生産の基礎を確立した。インターフェロン遺伝子の発現を調節する転写因子群であるInterferon Regulatory Factors (IRFs)を発見し、それが免疫やがんの仕組みに関わっていることを明らかにした。

## 略歴
- 1966年 - 和歌山県立耐久高等学校卒業
- 1971年 - 東京教育大学理学部卒業
- 1972年 - 
ナポリ大学理学部ナポリ海洋研究所奨励研究員
- 1974年 - チューリッヒ大学分子生物学研究所研究助手
- 1978年 - チューリッヒ大学大学院博士課程修了、癌研究会癌研究所生化学部研究員
- 1983年 - 癌研究会癌研究所生化学部長
- 1984年 - 大阪大学細胞工学センター教授
- 1995年 - 東京大学医学部教授
- 2002年 - 米国がん学会国際問題検討委員会座長
- 2006年 - ニューヨーク大学医学部・附属教授
- 2012年 - 東京大学生産技術研究所特任教授
- 2019年 - 東京大学総長室アドバイザー
- 2020年 - 東京大学先端科学技術研究センター・フェロー

## 受賞・栄典
- 1985年 - 野口英世記念医学賞
- 1986年 - ハマー賞
- 1988年 - 朝日賞[1]、国際インターフェロン・サイトカイン学会ミルスタイン賞
- 1989年 - 大阪科学賞、和歌山県文化表彰文化奨励賞
- 1991年 - ロベルト・コッホ賞
- 1993年 - 上原賞、米国免疫学会名誉会員
- 1995年 - 持田記念学術賞、高松宮妃癌研究基金学術賞
- 1996年 - 藤原賞
- 1997年 - 慶應医学賞[2]
- 2000年 - 日本学士院賞
- 2003年 - 米国科学アカデミー外国人会員
- 2006年 - ペツコラー財団・米国がん学会がん研究国際賞
- 2007年 - チューリッヒ大学名誉博士
- 2009年 - 文化功労者[3]
- 2009年 - 内藤記念科学振興賞
- 2010年 - 和歌山県有田川町名誉町民
- 2016年 - 全米医学アカデミー国際会員
- 2018年 - ヨーロッパ分子生物学機構 (EMBO) 外国会員
- 2021年 - 瑞宝重光章[4][5][6]
- 2023年 - 文化勲章[7]